# Gracie Films
Gracie Films er et amerikansk tv-serie og filmselskab skabt af James L. Brooks i 1986. Selskabet har produceret mange prisbelønede film og tv-serier, deriblandt Broadcast News og Jerry Maguire. De var også med til at støtte filminstruktøren Wes Anderson på sin spillefilmsdebut Bottle Rocket fra 1996. Deres mest bemærkelsesværdige er nok tv-serien The Simpsons.
Firmaet er samarbejdspartnere med Sony Pictures Entertainment, men har stadig hovedafdeling i 20th Century Fox, på grund af deres kontrakt med firmaet på arbejdet af The Simpsons siden 1989.
Selskabets hovedkontor befinder sig i Culver City i Californien, USA.

## Bemærkelsesværdige TV-serier og film
- The Tracey Ullman Show (1987-1990)
- Broadcast News (1987)
- Big (1988)
- Say Anything (1989)
- The Simpsons (1989-nu)
- War of the Roses (1989)
- Sibs (1991-1992)
- Phenom (1993-1994)
- The Critic (1994-1995)
- I'll Do Anything (1994)
- Jerry Maguire (1996)
- The Daytrippers (1996)
- Bottle Rocket (1996)
- As Good as It Gets (1997)
- Riding in Cars with Boys (2001)
- What About Joan? (2001-2002)
- Spanglish (2004)
- The Upside Down Show (2006)
- The Simpsons Movie (2007)